# Cassipourea subcordata
Cassipourea subcordata là một loài thực vật có hoa trong họ Rhizophoraceae. Loài này được Britton mô tả khoa học đầu tiên năm 1908.